# Золотоношский ликёро-водочный завод
Золотоношский ликёро-водочный завод — предприятие пищевой промышленности в городе Золотоноша Черкасской области Украины.

## История
Ликёро-водочный завод в уездном городе Золотоноша Золотоношского уезда Полтавской губернии Российской империи был построен в 1896 году и стал первым крупным предприятием города.
После начала Первой мировой войны, в июле 1914 года по указу Николая II был введён запрет на изготовление и продажу спиртных напитков, и положение предприятия осложнилось.
В начале 1920 года уездный Совет народного хозяйства начал восстановление предприятий, разрушенных и разграбленных в ходе Гражданской войны.
В начале Великой Отечественной войны на заводе производились бутылки с зажигательной смесью. С 19 сентября 1941 до 22 сентября 1943 года город был оккупирован немецкими войсками, и предприятие было эвакуировано в Бузулук. В дальнейшем началось восстановление городского хозяйства, и предприятие возобновило работу как водочный завод.
В целом в советское время завод входил в число ведущих предприятий города.
После провозглашения независимости Украины завод перешёл в ведение государственного комитета пищевой промышленности Украины.
В марте 1995 года Верховная Рада Украины внесла завод в перечень предприятий, приватизация которых запрещена в связи с их общегосударственным значением.
После создания в июне 1996 года государственного концерна спиртовой и ликёро-водочной промышленности «Укрспирт», завод был передан в ведение концерна «Укрспирт».
В дальнейшем государственное предприятие было преобразовано в общество с ограниченной ответственностью. С 2000 года завод находится в собственности компании «Петрус-Алко» и выпускает спиртные напитки под торговой маркой «Златогор».

## Деятельность
Предприятие производит спиртные напитки и минеральную воду.